# Landgericht Ebrach
Das Landgericht Ebrach war ein von 1808 bis 1812 bestehendes bayerisches Landgericht älterer Ordnung mit Sitz in Ebrach im heutigen Landkreis Bamberg. Das Landgericht Ebrach gehörte zum Mainkreis und wurde bereits 1812 dem Landgericht Burgebrach einverleibt. Es bestand aus dem Besitz des ehemaligen Klosters Ebrach.